# União das Freguesias de Louredo e Fornelos
Die União das Freguesias de Louredo e Fornelos ist eine portugiesische Gemeinde (Freguesia) im Kreis (Concelho) Santa Marta de Penaguião im Norden Portugals.

## Geschichte
Die Gemeinde entstand im Zuge der Gebietsreform vom 29. September 2013 durch die Zusammenlegung der ehemaligen Gemeinden Louredo und Fornelos.
Louredo wurde Sitz der neuen Verwaltung.

## Demographie
| Freguesia | Freguesia          | Freguesia | Freguesia       | ehemalige Freguesias | ehemalige Freguesias | ehemalige Freguesias | ehemalige Freguesias |
| --------- | ------------------ | --------- | --------------- | -------------------- | -------------------- | -------------------- | -------------------- |
| Wappen    | Freguesia          | Einwohner | Fläche in (km²) | Wappen               | Freguesia            | Einwohner            | Fläche in (km²)      |
|           | Louredo e Fornelos | 520       | 12,17           |                      | Louredo              | 426                  | 7,25                 |
|           | Louredo e Fornelos | 520       | 12,17           | Fornelos             | 241                  | 4,92                 |                      |